# Râul Cheia, Olănești
Râul Cheia este un curs de apă, afluent al râului Olănești. 